# Bojin Del
Bojin Del (en serbe cyrillique : Бојин Дел) est un village de Serbie situé sur le territoire de la Ville de Vranje, district de Pčinja. Au recensement de 2011, il comptait 56 habitants.

## Démographie
| 1948 | 1953 | 1961 | 1971 | 1981 | 1991 | 2002 | 2011 |
| ---- | ---- | ---- | ---- | ---- | ---- | ---- | ---- |
| 334  | 360  | 331  | 301  | 251  | 119  | 87   | 56   |

|  |